# Ярісте
Я́рісте (ест. Järiste küla) — село в Естонії, у волості Нио повіту Тартумаа.

## Населення
Чисельність населення на 31 грудня 2011 року становила 55 осіб.

## Географія
Поблизу населеного пункту проходить автошлях 3 (Йигві — Тарту — Валґа), естонська частина європейського маршруту E264.